# Cratere Halki
Halki è un cratere sulla superficie di Cerere.